# 小行星5184
小行星5184（5184 Cavaillé-Coll）是一颗绕太阳运转的小行星，为主小行星带小行星。该小行星于1990年8月16日发现。

## 轨道参数
小行星5184的轨道半长轴为2.1568005 UA，离心率为0.032。